# Ye Zheyun
Zheyun Ye (ook bekend onder de bijnaam de gokchinees) is een Chinees zakenman die zou betrokken zijn in een voetbalschandaal in 2005, onder andere met Belgische ploegen in de eerste klasse. Verschillende ploegen zouden van hem geld ontvangen hebben met de bedoeling de uitslagen te beïnvloeden en gokwinsten op te strijken.
Ploegen die genoemd werden zijn onder andere STVV, Lierse SK, RAEC Bergen, La Louvière, KV Oostende, SK Ronse en Germinal Beerschot. Ye was ook een tijd de manager van de Finse ploeg AC Allianssi, waar ook onregelmatigheden gebeurden.
Een aantal mensen die met hem te maken hadden ziet in hem een pion of stroman van de Chinese gokmaffia. Hij werkte meestal samen met de Belgische spelersmakelaar Pietro Allatta. In oktober 2005 werden hij, Allatta en Olivier Suray gearresteerd, maar na verhoor vrijgelaten. Daarna verdween hij van de radar. Op 16 maart 2006 vaardigde de Belgische justitie een internationaal aanhoudingsbevel tegen hem uit.
Op 6 mei liet hij via zijn advocaat aan de Franse krant L'Équipe weten alle beschuldigingen te ontkennen en in China te zijn ondergedoken.
Op 6 augustus 2010 kondigde het federale parket aan 31 personen en 1 bedrijf te willen vervolgen in de zaak. Toenmalig Lierse-trainer Paul Put, doelman Cliff Mardulier en acht andere ex-Lierse-spelers zouden per gemanipuleerde wedstrijd tussen 5.000 en 40.000 euro per persoon gekregen hebben.
Ye werd in 2014 wegens zijn rol in het omkoopschandaal bij verstek veroordeeld tot vijf jaar gevangenisstraf.